# Dol hareubang
Dol hareubangs (Koreaans: 돌 하르방 , letterlijk: stenen grootvaders) zijn grote paddenstoelvormige beelden die gevonden worden op het eiland Jejudo ten zuiden van Zuid-Korea. De dol hareubangs zijn zogenaamde jangseung, goden die het dorp beschermen tegen demonen en brengers van vruchtbaarheid. Het woord betekent letterlijk 'stenen (dol) grootvader (hareubang)', waar hareubang het woord voor grootvader is in het lokale dialect van Jejudo.

## Omschrijving
De dol hareubangs worden gemaakt van poreus basalt (vulkanisch gesteente) en sommige zijn wel drie meter hoog. Het gezicht van de beelden kenmerkt zich door een grijnzend gezicht, met uitpuilende ogen zonder pupillen, een lange brede neus en de handen rusten op de buik, daarbij de ene hand iets hoger dan de andere. Het hoofddeksel doet denken aan een paddenstoel of aan een fallus.

## Namen
De huidige naam voor deze jangseung stamt uit het midden van de 20ste eeuw. Andere, oudere namen, zijn onder andere beoksumeori, museongmok, useongmok. beoksumeori, museongmok en useongmok. De oudst bekende naam, uit de Kronieken van Tamna (de oude naam van het eiland), is ongjungseok (옹중석/翁仲石), maar deze naam is niet langer in gebruik en vrijwel onbekend.

## Tegenwoordig
De dol hareubangs zijn het ultieme symbool voor Jejudo geworden en replicas in diverse maten worden verkocht als souvenirs. Deze replicas worden ook wel gegeven aan vrouwen met vruchtbaarheidsproblemen, maar de oorsprong van dit gebruik is van recente aard en heeft meer te maken met de status van Jejudo als 'honeymoon'-eiland dan met traditie.